# Bruno Galliker
Bruno Galliker (ur. 29 grudnia 1931 w Emmenbrücke, zm. 27 maja 2020 w Zurychu) – szwajcarski lekkoatleta, płotkarz i sprinter, dwukrotny medalista mistrzostw Europy.
Specjalizował się w biegu na 400 metrów przez płotki. Zdobył brązowy medal w tej konkurencji na mistrzostwach Europy w 1958 w Sztokholmie. Startował na tych mistrzostwach również w sztafecie 4 × 400 metrów, ale sztafeta szwajcarska odpadła w eliminacjach.
Zajął 6. miejsce w finale biegu na 400 metrów przez płotki na igrzyskach olimpijskich w 1960 w Rzymie. Na mistrzostwach Europy w 1962 w Belgradzie odpadł w półfinale tej konkurencji, natomiast szwajcarska sztafeta 4 × 400 metrów w składzie: Galliker, Marius Theiler, Hansruedi Bruder i Jean-Louis Descloux wywalczyła brązowy medal.
Był mistrzem Szwajcarii w biegu na 400 metrów przez płotki w latach 1960 i 1962–1964 oraz w biegu na 200 metrów przez płotki w 1963.
Kilkakrotnie poprawiał rekord Szwajcarii w biegu na 400 metrów przez płotki do czasu 51,0 s (2 września 1960 w Rzymie) i w sztafecie 4 × 400 metrów do wyniku 3:07,0 (16 września 1962 w Belgradzie).